# Denée Benton
Denée Ayana Benton (31 de diciembre de 1991) es una actriz y cantante estadounidense. Es conocida por su interpretación de Natasha Rostova en el musical  Natasha, Pierre, & El Cometa Grande de 1812 en 2016 en Broadway, papel por el que fue nominada a un Premio Tony. Benton asumió el papel de Eliza Hamilton en la producción de Broadway Hamilton, comenzando sus actuaciones 30 de octubre de 2018. Sus papeles como actriz incluyen los proyectos de UNREAL y La Edad Dorada.

## Educación y primeros años
Benton fue criada Eustis, Florida. Ha nombrado a Rodgers y Hammerstein en Cinderella como su inspiración y origen de su deseo de actuar.
Fue a la escuela Preparatoria Trinity en Florida, antes de graduarse en la Universidad Carnegie Mellon en 2014.

## Carrera
El primer papel profesional destacado de Benton fue el de Nabulungi en el West End y en la gira nacional estadounidense de The Book of Mormon. Más tarde fue elegida para el papel principal de Natasha en Natasha, Pierre & The Great Comet of 1812 con el American Repertory Theatre; hizo su debut en Broadway cuando ese espectáculo se estrenó en el Imperial Theatre el 14 de noviembre de 2016. Benton recibió una nominación al premio Tony a la mejor actriz de musical por su papel en el espectáculo. Apareció en el programa The Late Show with Stephen Colbert el 12 de diciembre de 2016 para hablar del papel.
Benton Obtuvo adquirió su máxima notoriedad con su papel recurrente en la segunda temporada de la serie Lifetime , UNREAL, cuando Ruby Carter en 2016.
El 17 de octubre de 2018, se anunció que Benton asumiría el papel de Eliza Hamilton en la producción de Broadway de Hamilton, comenzando las actuaciones el 30 de octubre. Dejó el espectáculo el 24 de febrero de 2019.
A partir de 2022, Benton es miembro del reparto principal de la serie dramática histórica de HBO Max The Gilded Age, interpretando a Peggy Scott. En febrero de 2022 se anunció que HBO iba a renovar esta serie para una segunda temporada.

## Vida personal
Benton empezó a salir con Carl Lundstedt en 2014, al que  conoció en la universidad Carnegie Mellon . Se casaron en 2020.

## Premios de teatro
| Año(s)   | Producción                                     | Función         | Ubicación                   | Categoría              |
| -------- | ---------------------------------------------- | --------------- | --------------------------- | ---------------------- |
| 2014@–15 | El Libro de Mormon                             | Nabulungi       | N/Un                        | EE.UU. Visita Nacional |
| 2014@–15 | El Libro de Mormon                             | Nabulungi       | Príncipe de Teatro de Gales | West End               |
| 2015@–16 | Natasha, Pierre &amp; El Cometa Grande de 1812 | Natasha Rostova | Americano Repertory Teatro  | Regional, Pre-Broadway |
| 2016@–17 | Natasha, Pierre &amp; El Cometa Grande de 1812 | Natasha Rostova | Teatro imperial             | Broadway               |
| 2017     | De Thee Canto                                  | Mary Turner     | Carnegie Sala               | MasterVoices Concierto |
| 2018@–19 | Hamilton                                       | Eliza Hamilton  | Richard Rodgers Teatro      | Broadway               |

### Películas
| Año  | Título                          | Papel     | Notas        |
| ---- | ------------------------------- | --------- | ------------ |
| 2013 | La Narrativa de Dalvin Reynolds | Felicia   | Cortometraje |
| 2018 | La leche de la madre            | Alondra   |              |
| 2019 | Nuestro Amigo                   | Charlotte |              |
| 2023 | Genie                           | Julie     |              |

### Televisión
| Año  | Título         | Papel       | Notas               |
| ---- | -------------- | ----------- | ------------------- |
| 2016 | IRREAL         | Ruby Carter | 10 episodios        |
| 2018 | 25             | Morgan      | Película televisiva |
| 2022 | La Edad Dorada | Peggy Scott | Reparto principal   |

## Premios y nombramientos
| Año  | Premio                    | Categoría                  | Trabajo                                        | Resultado |
| ---- | ------------------------- | -------------------------- | ---------------------------------------------- | --------- |
| 2017 | Tony Premio               | Actriz mejor en un Musical | Natasha, Pierre &amp; El Cometa Grande de 1812 |           |
| 2017 | Premio de Liga de la obra | Rendimiento señalado       | Natasha, Pierre &amp; El Cometa Grande de 1812 |           |
| 2017 | Teatro Premio Mundial     | Teatro Premio Mundial      | Natasha, Pierre &amp; El Cometa Grande de 1812 | Ganadora  |